# André Guillaumot
Pour les articles homonymes, voir Guillaumot.
André Guillaumot, né le 3 septembre 1913 à Saint-Quentin (Aisne) et  mort fusillé le 1er août 1944 par les Allemands au camp de Souge en Gironde, est un ingénieur agronome, résistant dans le Sud-Ouest réseau Gallia des Forces françaises combattantes (FFC).

## Biographie
André Guillaumot est né le 3 septembre 1913 à Saint-Quentin (Aisne),,. Il est le fils d’Auguste Guillaumot, sergent au 87e régiment d'infanterie tué pendant l’attaque de Champagne, le 13 octobre 1915. Il devient pupille de la nation.

### Études
En 1927, André Guillaumot est admis à l’École d’agriculture de Contamine-sur-Arve (Haute-Savoie). Puis, il entre à l’École coloniale d’agriculture de Tunis d’où, après deux ans d’études, il devient ingénieur agronome.

### Service militaire
Il fait son service militaire au 66e régiment d’artillerie à Oran, en Algérie, en 1936.

### Au ministère de l’Agriculture
André Guillaumot entre au ministère de l’Agriculture comme contrôleur de l’Office national interprofessionnel du blé.

### Action politique
Il s'inscrit très jeune à la Section française de l'Internationale ouvrière (SFIO) de Tergnier (Aisne). Il fait campagne pour les candidats socialistes aux élections législatives de 1936 dans l'Aisne.

### Seconde Guerre mondiale
Il est mobilisé le 27 août 1939 au 9e train-auto à Amiens (Somme). Après la défaite de juin 1940, il reprend son service comme contrôleur principal dans le Sud-Ouest, avec attache à Saint-Girons (Ariège).

#### Résistance
Il s'engage dans la Résistance à Paris d’abord puis dans le Sud-Ouest.

#### Arrestation
Le 27 mai 1944, il se rend à Boussens (Haute-Garonne), en voiture, pour emmener un des chefs de la Résistance, le responsable régional du service de renseignement du Mouvement de libération nationale (MLN), Yves Ouvrieu dit « Orsini », condamné à mort par les autorités occupantes de Limoges, venu en mission dans la région de Saint-Girons (Ariège.
Pris en filature par Philippe Berkane, agent français de la Sipo-Sd de Saint-Girons et Roger Vidali, collaborationniste (Parti populaire français) (PPF), faux-maquisards, le convoi est mitraillé. Yves Ouvrieu est tué ainsi que la résistante qui l’accompagne, Yvette Garrabé. André Guillaumot, blessé, est arrêté, mis en cellule à Saint-Girons, où il est torturé mais garde le secret et réussit à donner des instructions à sa femme pour qu’elle fasse disparaître de leur domicile des documents compromettants.
Il est emprisonné ensuite à Foix puis à la prison Saint-Michel de Toulouse.
Le 2 juillet, André Guillaumot  est enfermé avec sept cent deux résistants, dont soixante deux femmes, dans les wagons bétaillers du convoi dit « train fantôme ». Le lendemain, le train, à destination de Dachau, se dirige vers Bordeaux, la ligne vers Lyon ayant été détruite. Pris pour un convoi militaire, il est bombardé par l'aviation britannique en gare de Parcoul-Médillac, près d'Angoulême. La locomotive détruite, il y reste stationné cinq jours. Le train revient à Bordeaux le 9 juillet. Les prisonniers restent plus de soixante heures en gare Saint-Jean, enfermés près du dépôt des locomotives dans les wagons bétaillers mais ravitaillés par le Secours national.
Dans la nuit du 12 au 13, ils sont, au bout d'une grande demi-heure de marche en rangs, entassés dans la synagogue de la ville transformée par les autorités allemandes en annexe insalubre de la prison du Hâ. La Fête nationale y est hardiment célébrée par une harangue de Noël Peyrevidal juché sur la tébah puis une Marseillaise suivie d'un chahut. Le 29 juillet, dix prisonniers, André Guillaumot, Noël Peyrevidal, l'inspecteur Robert Borios, Litman Nadler, le réfugié espagnol José Figueras Almeda, Marcel Jean-Louis, Emilio Perin, Joseph Uchsera , le commissaire Pierre Fournera et Albert Lautman, en sont extraits et conduits au fort du Hâ. Ils y rejoignent un groupe de trente six autres détenus, des maquisards qui ont été sélectionnés sur dossier par le Kommando IV de la Sicherheitspolizei de Bordeaux, KDS, que dirige le lieutenant S.S. Friedrich-Wilhem Dohse. Ils reçoivent chacun un carton « Zum Tode verurteilt ».
Le 31 juillet après midi, les condamnés sont emmenés au camp de Souge, qui se trouve à vingt cinq kilomètres à l'ouest du centre de Bordeaux, sur le territoire de la commune de Martignas-sur-Jalle, pour y être fusillés le soir même avec deux autres prisonniers. L'officier de garde français refuse de former le peloton d'exécution au prétexte que l'autorité dont émane l'ordre n'est pas mentionnée sur celui-ci. Le lendemain 1er août, le chef du convoi, l'Oberleutnant de la Wehrmacht Baumgartner, ne réussit pas à rassembler les gendarmes mobiles et ce sont des sous-officiers de la Feldgendarmerie qu'il commande pour procéder à ce qui est, aux termes du chapitre II de la Convention de La Haye relatif aux prisonniers de guerre, un crime de guerre. Les condamnés, conduits à un des deux sites d'exécution, sont attachés chacun à son tour à un des dix poteaux. Les corps sont jetés dans des fosses déjà prêtes. Vingt-sept jours plus tard, Bordeaux est libérée.

## Honneurs
- Rue André Guillaumot, Saint-Girons, Ariège[11]
- Son nom figure sur les monuments aux morts de Saint-Girons (Ariège et sur le mémorial des fusillés de Souge, à Martignas-sur-Jalle (Gironde)[1]
- Reconnu  mort pour la France[1]
- Médaille de la Résistance, à titre posthume (décret du 25 fév. 1958 ; JO du 18 mars)[1]